# Erebia valderiensis
Erebia valderiensis är en fjärilsart som beskrevs av Ruggero Verity 1919. Erebia valderiensis ingår i släktet Erebia och familjen praktfjärilar. Inga underarter finns listade i Catalogue of Life.